# Феликс Гател
Феликс Гател (на немски: Felix Gattel) е германски лекар, известен като първия ученик по психоанализа на Зигмунд Фройд.

## Биография
Роден е на 14 декември 1870 година в Берлин, Германия. След като завършва медицина, специализира неврология. От май до октомври 1897 година прекарва времето си във Виена, където учи при Зигмунд Фройд. В резултат на това публикува няколко статии. След 1899 година следите му се губят, но според Вилхелм Флийс Гател умира през 1906 година. По-съвременно изследване на Михаел Шрьотел и Лудгер Херманс сочи датата 17 октомври 1904 година.
Интересите на Гател са насочени главно към патологичната анатомия, а впоследствие към неврозите и сексуалността. Гател научава за Фройд от негова статия относно церебралната хемиплегия със съавторство с Оскар Рие. Наред с Ема Екщайн Гател може да бъде смятан за най-ранния студент на Фройд в чисто научен смисъл на това ученика да бъде обучаван и напътстван от по-стар свой колега.